# Vereinigung der deutschen Bauernvereine
Die Vereinigung der deutschen Bauernvereine (VdB) bestand von 1900 bis 1934 und war ein Zusammenschluss christlicher Bauernverbände. 1900–1916 führte sie den Namen „Vereinigung der christlichen deutschen Bauernvereine“, 1931–1934 den Namen „Vereinigung der deutschen christlichen Bauernvereine“.

## Geschichte
Die Vereinigung der deutschen Bauernvereine war eine Dachorganisation der christlichen Bauernverbände und eine Massenorganisation, die größtenteils dem katholischen Milieu zuzuordnen ist. In ihr waren hauptsächlich Klein- und Mittelbauern zusammengeschlossen. Die VdB stand politisch dem rechten Flügel des Zentrums nahe, in Bayern der Bayerischen Volkspartei (BVP). Erst seit 1916 entstand eine straffere Organisation. Bis dahin hatten die besonders mitgliederstarken Verbände, der Rheinische Bauernverein und der Westfälische Bauernverein, die Führung der Vereinigung übernommen. Die VdB war eng mit dem Genossenschaftswesen verflochten.
Im Zuge der Revolution von 1918 gelang es den christlichen Bauernvereinen, viele neue Mitglieder zu gewinnen und neue Gliedorganisationen zu gewinnen, da die Sozialisierungsforderungen der USPD und der MSPD sowie die auf die Trennung von Kirche und Staat abzielende Kultur- und Bildungspolitik der USPD in Preußen die Landwirte elektrisierte. Nun schlossen sich auch mehrheitlich protestantische Bauernverbände der VdB an. Allerdings kam es mit der Agrarkrise in der zweiten Hälfte der 1920er Jahre zu heftigen Kontroversen innerhalb der Vereinigung, da vor allem sehr konservative und protestantische Unterverbände auf eine stärkere Abgrenzung von der Weimarer Republik und auf mehr Zusammenarbeit mit anderen, in der Regel weit mehr rechts orientierten Bauernverbänden drangen. Dies führte zu Abspaltungen und Ausschlüssen. Der neue Präsident Andreas Hermes, für die Zentrumspartei lange Zeit Minister für Landwirtschaft und Ernährung gewesen, sollte diese Entwicklung stoppen, was ihm nur teilweise gelang. Vor allem westfälische und rheinländische Adelige forderten einen stärkeren Rechtskurs. Hermes, der sich 1933 dem nationalsozialistischen Machtanspruch widersetzte, wurde verhaftete, sein Nachfolger war zur Mitarbeit im NS-Staat bereit. Der NS-Reichsbauernführer Richard Walther Darré löste am 18. Januar 1934 die Vereinigung der deutschen Bauernvereine auf.

## Präsidenten
- 1916–1927	Engelbert von Kerckerinck zur Borg
- 1928–1933	Andreas Hermes
- 1933–1934	Hermann von Lünnick-Berghausen

## Mitglieder
- 1900	210.000
- 1901	220.000
- 1917	390.000
- 1920	450.000

## Angeschlossene Vereine
Stand 1932
- Badischer Bauernverein
- Bayerischer Christlicher Bauernverein
- Bayerischer-Patriotischer Bauernverein
- Bezirksbauernschaft Osnabrück
- Christlicher Bauernverein von Mittelfranken
- Christlicher Bauernverein Oberschlesien
- Christlicher Bauernverein für Schwaben und Neuburg
- Christlicher Bauernverein für den Kreis Unterfranken und angrenzende Gebiete
- Eichsfelder Bauernverein
- Emsländischer Bauernverein
- Ermländischer Bauernverein
- Grenzmärkischer Bauernverein
- Hessischer Bauernverein
- Hohenzollerischer Bauernverein
- Kurhessischer Bauernverein
- Landwirtschaftlicher Hauptverband Württemberg und Hohenzollern
- Mittelrheinisch-Nassauischer Bauernverein
- Niederbayerischer Christlicher Bauernverein
- Oberbayerischer Christlicher Bauernverein
- Oberfränkischer Bauernverein
- Oberpfälzischer Christlicher Bauernverein
- Oldenburger Bauernverein
- Pfälzer Bauernverein
- Schlesischer Bauernverein
- Trierischer Bauernverein
- Vereinigung des Rheinischen Bauernvereins und des Rheinischen Landbundes
- Rheinischer Bauernverein
- Westfälischer Bauernverein